# Fouquebrune
Fouquebrune ist eine Gemeinde mit 717 Einwohnern (Stand 1. Januar 2022) im Süden des westfranzösischen Départements Charente in der Region Nouvelle-Aquitaine nahe der Grenze zum Périgord.

## Lage
Fouquebrune liegt in einer Höhe von etwa 145 Metern ü. d. M. etwa 18 Kilometer (Fahrtstrecke) südöstlich von Angoulême in der alten Kulturlandschaft des Angoumois im Gebiet der Charente.

## Bevölkerungsentwicklung
| Jahr      | 1962 | 1968 | 1975 | 1982 | 1990 | 1999 | 2008 | 2017 |
| Einwohner | 458  | 450  | 457  | 573  | 670  | 634  | 654  | 682  |

Im 19. Jahrhundert hatte die Gemeinde zeitweise über 1000 Einwohner; infolge der Reblauskrise im Weinbau und der Mechanisierung der Landwirtschaft sank die Einwohnerzahl danach kontinuierlich auf die Tiefststände in den 1960er und 1970er Jahren ab.

## Wirtschaft
Die Einwohner der Gemeinde lebten jahrhundertelang von der Landwirtschaft; die Böden der Gemeinde gehören zu den Bons Bois des Weinbaugebietes Cognac, doch sind die Absätze bei teuren Weinbränden in den letzten Jahrzehnten eher rückläufig, so dass der Weinbau keine bedeutende Rolle mehr spielt. Einnahmen aus dem Tourismus, insbesondere der Vermietung von Ferienwohnungen (gîtes), spielen dagegen seit den 1960er Jahren eine nicht unwichtige Rolle für die Einnahmen der Gemeindekasse.

## Geschichte
In mittelalterlichen Dokumenten ist der Ort unter den Namen Fescobronna (956), Foscobrona (1107), Fuscobruna (1202) oder Fulcobruna (1298) erwähnt. Im Weiler Chassagne stand das ehemalige Benediktiner-Priorat Chasseignes.

## Sehenswürdigkeiten

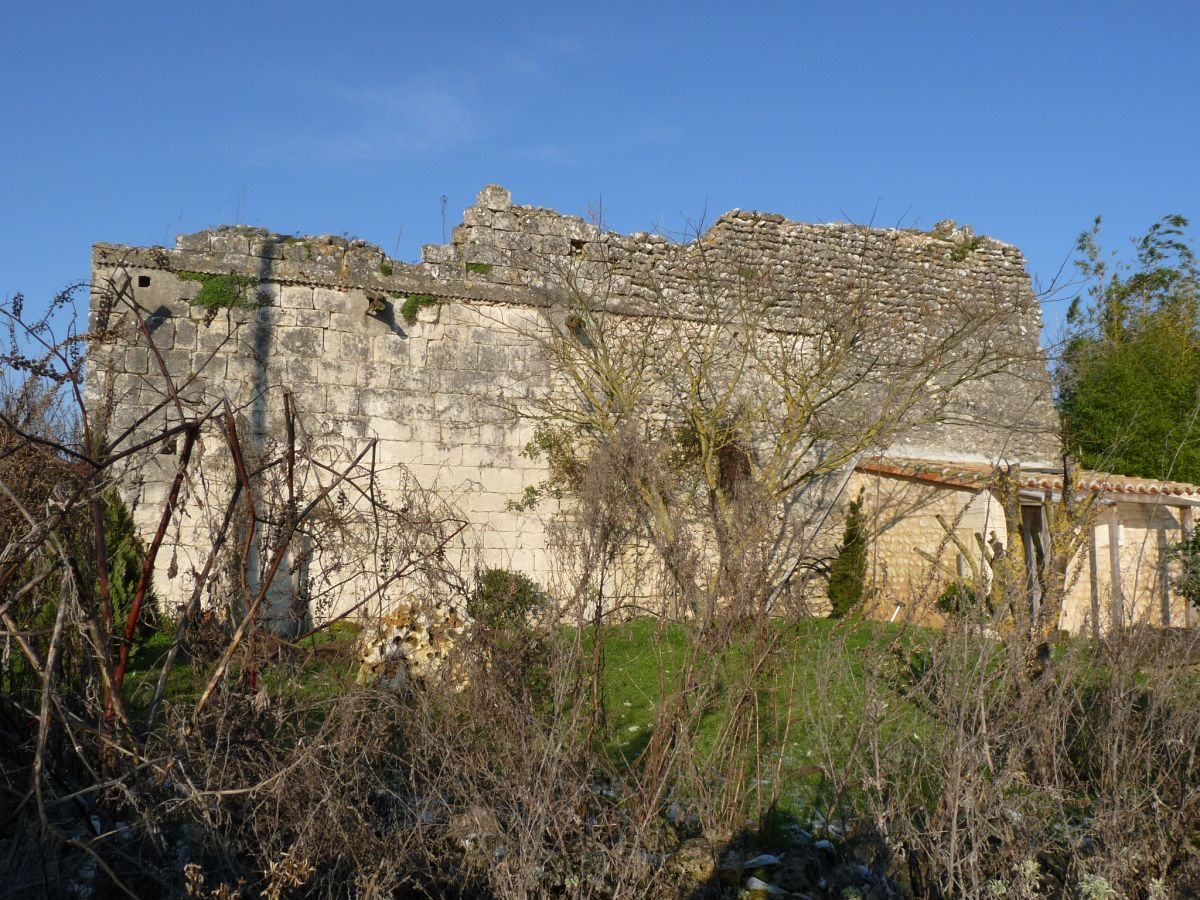
Ruinen der Kirche Notre-Dame de l'Houme

- Die schmucklose Pfarrkirche Saint-Maurice stammt aus dem 12. Jahrhundert; aus dieser Zeit sind jedoch – nach Zerstörungen in der Zeit des Hundertjährigen Krieges (1337–1453) – nur noch Teile des Westturms erhalten. Die Außenwände wurden beim Wiederaufbau der Kirche durch mächtige Strebepfeiler stabilisiert; der mächtige Westturm erhielt den Charakter eines Wach- und Wehrturms. Das Portal wurde im 16. Jahrhundert hinzugefügt.
- Die Überreste der frühgotischen Kirche Notre-Dame de l’Houme (45° 32′ 28″ N, 0° 11′ 15″ O) aus dem 13. Jahrhundert wurden bereits 1926 als Monument historique[1] anerkannt.
- Vom Logis de Pellegrain de Calais aus der Zeit der Renaissance sind ebenfalls nur geringe Teile erhalten.